# John Sprent
John Frederick Adrian Sprent (geb. 23. Juli 1915 in Mill Hill; gest. 1. November 2010) war ein englisch-australischer Tierarzt und Parasitologe. Er forschte vor allem über Spulwürmer, Parasit-Wirt-Beziehungen und lieferte einige Erstbeschreibungen von Fadenwürmern.

## Leben
Sprent erhielt 1939 sein Diplom als Tierarzt am Royal Veterinary College in London, 1942 den B.Sc. in Zoologie an der University of London. Anschließend arbeitete er an der Vom Veterinary Station in Nigeria. Seine Studien zum Hakenwurm Bunostomum phlebotomum fasste er zu einer Ph.D.-Arbeit zusammen, die er 1945 an University of London verteidigte. Er erwarb 1953 den Doctor of Science an der University of London. Anschließend ging er an die University of Chicago, wo er zum Schweinespulwurm, insbesondere zur Immunantwort des Wirts forschte. 1948 bis 1952 war er Senior Research Fellow an der Ontario Research Foundation in Toronto, Kanada. Auch hier beschäftigte er sich vor allem mit Spulwürmern.
1952 ging Sprent als Dozent für Veterinarparasitologie an die University of Queensland, wo er seine übrige berufliche Laufbahn verbrachte. 1954 wurde er zum Professor berufen und war zunächst am Department of Veterinary Anatomy and Parasitology, ab 1961 bis 1983 am ausgegründeten Department of Parasitology tätig.
Sprent erhielt 1962 den Henry Baldwin Ward Award der American Society of Parasitologists und 1981 die Mueller Medal der Australian and New Zealand Association for the Advancement of Science. 1964 wurde er Fellow der Australian Academy of Science, 1973 der Australian Society for Parasitology und 1971 war er Gründungsmitglied des Australian College of Veterinary Scientists. 2001 erhielt er die Centenary Medal. 1984 wurde er Commander of the British Empire (CBE). Er war von 1974 bis 1993 Herausgeber des International Journal for Parasitology.
Die Australian Society for Parasitology verleiht für herausragende Forschungsarbeiten den John Frederick Adrain Sprent Prize.